# Prizy
Prizy è un comune francese di 68 abitanti situato nel dipartimento della Saona e Loira nella regione della Borgogna-Franca Contea.

## Società

### Evoluzione demografica
Abitanti censiti